# Киллешандра

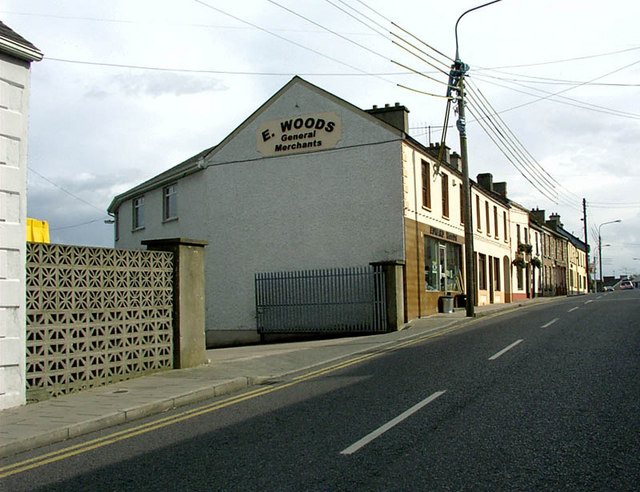

Киллешандра (англ. Killeshandra; ирл. Cill na Seanrátha, «церковь старых крепостей») — деревня в Ирландии, находится в графстве Каван (провинция Ольстер) в районе пересечения дорог R199 и R201.
Ирландская фольклорная группа Brady’s Leap записала CD под названием The Road to Killeshandra, а Доминик Бехан написал песню «Come Out, Ye Black and Tans», с повторяющейся строкой о «зелёных и прелестных аллеях Киллешандры» (англ. green and lovely lanes of Killeshandra).

## Демография
Население — 411 человек (по переписи 2006 года). В 2002 году население составляло 417 человек.
Данные переписи 2006 года:
| Общие демографические показатели |               |                               |                               |      |      |
| Всё население                    | Всё население | Изменения населения 2002—2006 | Изменения населения 2002—2006 | 2006 | 2006 |
| 2002                             | 2006          | чел.                          | %                             | муж. | жен. |
| 417                              | 411           | −6                            | −1,4                          | 213  | 198  |